# Louis de Wecker
 (janvier 2022).
Si vous disposez d'ouvrages ou d'articles de référence ou si vous connaissez des sites web de qualité traitant du thème abordé ici, merci de compléter l'article en donnant les références utiles à sa vérifiabilité et en les liant à la section « Notes et références ».
Louis de Wecker (en allemand Ludwig Wecker puis Ludwig von Wecker) est un ophtalmologue et docteur en médecine allemand puis autrichien et enfin français (1870). Considéré à l'époque (dixit son contemporain le docteur Julien Masselon) comme le « père de l'ophtalmologie moderne », il est né à Francfort-sur-le-Main (Allemagne) le 29 septembre 1832 et est mort à Paris le 24 janvier 1906. L'empereur François-Joseph Ier d'Autriche le créa chevalier et baron le 1er juin 1870.

## Biographie
D'origine patricienne, Louis de Wecker est le fils du patricien francfortois Ehrenfried III Wecker (1798-1870) et le petit neveu du criminaliste allemand et chevalier Paul Johann Anselm von Feuerbach (1775-1833). Il descend du sénateur de Francfort, Johann Michael Wecker. 
Il fit ses études médicales à Vienne, où il devint l'élève et ami intime d'Edouard de Joeger, puis à Wurzbourg (Allemagne) où il fut reçu docteur le 4 avril 1855. Après avoir passé deux ans en Russie comme médecin particulier du comte Stroganoff, cousin du tsar Nicolas Ier et avec qui il aurait participé à la rédaction d'un traité, il vint en France, d'abord à Montpellier en 1857 afin de passer ses équivalences françaises (il y soutient sa thèse de doctorat), puis à Paris en 1861 et fréquenta la clinique de Desmarres dont il fut l'assistant. Il alla ensuite à Vienne et à Berlin chez les illustres Albrecht von Gräfe et Rudolf Virchow pour compléter ses connaissances. 
De retour à Paris, il remplace dans son cabinet et dans son dispensaire le docteur Charles Deval décédé brutalement le 6 avril 1862. Il ouvrit le 12 mai suivant un cours de clinique ophtalmologique dans ce même dispensaire. Il fonda ensuite une modeste clinique au 18 rue Visconti qui devint rapidement un haut lieu de l'ophtalmologie (1864-1867). 
Vers 1870, il établit une seconde clinique ophthalmologique au 55 rue du Cherche-Midi dans laquelle il donnait des cours libres. L'empereur du Brésil, de passage à Paris en 1871, visita ce « nouveau et magnifique local » et félicita Wecker de l'excellente tenue de la maison. Plus tard Wecker passait quelques mois par an sur la côte basque pour s'occuper de sa clientèle étrangère et en particulier espagnole. Il possédait une clinique à Biarritz et fréquentait la clinique de Bayonne; en 1878 il fit construire la « villa de Wecker » à Biarritz face à la mer (devenu depuis villa Béribou, elle sera détruite en 1978). De même il fit construire en 1884 son hôtel particulier à Paris, l'hôtel de Wecker, avenue d'Antin (aujourd'hui 31 avenue Franklin Roosevelt). Puis, en 1894, le 4, rue Jean-Goujon. 
Resté célibataire, il adopta son neveu et sa nièce, enfants de sa sœur dont le père, le docteur en médecine et ophtalmologue Joseph Gayat (alors le plus jeune titulaire de la Légion d'Honneur de l'époque, à l'âge de 20 ans), était décédé. Ainsi, son neveu et fils adoptif, le consul Louis Gayat (1871-1965) devint Gayat de Wecker le 27 mai 1903 et 2e baron de Wecker (avec permission impériale autrichienne) à la mort de l'ophtalmologue. Atteint d'endocardite, Louis de Wecker effectua avec grand succès sa dernière opération, une opération de la cataracte, le 14 ou 16 décembre 1905 avant de succomber d'un infarctus un mois et demi plus tard. Il est enterré au cimetière de Passy. Sa sépulture semble avoir été relevée.

## Travaux scientifiques
Louis de Wecker est surtout connu pour avoir été le premier Français à maîtriser et à enseigner l'opération de la cataracte. Il est aussi, peut-être, le premier scientifique à avoir réussi avec succès une greffe, dès 1886. En effet, afin de couvrir une plaie, il préleva un lambeau de chair sur une personne morte accidentellement.
Il vulgarisa la sclérotomie, l'iridectomie et imagina le procédé de l'avancement capsulaire pour la guérison du strabisme. Il inventa plusieurs instruments de chirurgie dont le célèbre ciseau-pince incontournable aujourd'hui dans les opérations chirurgicales  mais aussi le ciseau à iris de Wecker, la pince droite et courbe de Wecker, la spatule à iris, la pince hémostatique à tendre les fils, la curette à Chalazion, le trépan oculaire mécanique etc. Il rédigea plusieurs ouvrages dont son fameux Traité théorique et pratique des maladies des yeux publié en 1863 et qui fut une révélation. Il enseignait régulièrement sa science et eut de très nombreux élèves et disciples français et étrangers réputés : les docteurs Laigner, Rizal, Masselon (1844-1917), Franceline Ribard… Une partie de ses cours a d'ailleurs été recueillie et publiée dans deux volumes par le docteur Masselon : la Thérapeutique oculaire et la Chirurgie oculaire.

## Honneurs et décorations
Sa réputation d'éminent oculiste dépassa rapidement les frontières françaises. Il devint l'ami intime de nombreuses personnalités de l'Europe et de têtes couronnées, en particulier l'archiduc Maximilien de Habsbourg (1832-1867), empereur du Mexique, François II, roi des Deux-Siciles (ou de Naples) (1836-1894), le duc Charles-Théodore en Bavière (1839-1909), frère de l'impératrice d'Autriche Élisabeth et qui devint oculiste (le duc et son épouse Maria Josepha du Portugal servaient d'assistants au docteur de Wecker), la reine Isabelle II d'Espagne (1830-1904) que le docteur (qui fut un temps son médecin particulier, ami et confident) soignait à Biarritz. En 1864, il fut nommé médecin-oculiste de la Maison Eugène Napoléon par l'impératrice Eugénie de Montijo.
Le baron de Wecker connut également l'empereur d'Autriche François-Joseph Ier (1830-1916).
C'est lui qui, en 1867, procéda à l'énucléation de l'œil de Léon Gambetta (1838-1882).
- Chevalier de la Légion d'honneur, 1865 puis  Officier de la Légion d'honneur, 1884, France
- Chevalier de l'Ordre de Charles III, 1865, puis  Commandeur de l'Ordre de Charles III, 1878, Espagne
- Officier de l'Ordre de Notre-Dame de Guadalupe, 1867, Mexique
- Chevalier de IIIe classe de l'Ordre de la Couronne de fer, Autriche, entrant ainsi dans la noblesse héréditaire autrichienne le 1er juin 1870.
- Chevalier de l'Ordre impérial de la Rose, 1873, Brésil
- Chevalier de la Couronne, 1875, Italie[7]
- Commandeur de l'Ordre de François-Joseph, 1879, Autriche
- Chevalier de l'Ordre de Simon Bolivar, 1880, Venezuela
- Commandeur de l'Ordre du Christ, 1884, Portugal
- Médaille d'honneur des Hospitaliers-Sauveteurs Bretons, France

## Œuvres et publications
- De la conjonctivite purulente et de la diphtérie de la conjonctive, au point de vue du diagnostic différentiel et de la thérapeutique, 1861, 90 P, imprimerie Rignoux, Paris (thèse de médecine), nouvelle édition en 1861, 87 P, J.B. Baillière et Fils, Paris
- Traité théorique et pratique des Maladies des yeux, 2 tomes, 1863, 1866, 848 P et 1051 P, J.B. Baillière et Fils, Paris, 2ème édition revue, corrigée et augmentée, 2 tomes, 1867, 1868, 936 P et 1092 P, Adrien Delahaye, Paris, rééditions en 2010, 2 tomes, X P et 930 P, Nabu Press, en 2012, 2 tomes, 962 P et X P, Nabu Press et en 2013, 2 tomes, 872 P et 1072 P, Hachette Livre BNF, Paris, édition en espagnol en 3 volumes : 1870-1871, C Bailly-Baillière, Madrid
- Des nouveaux procédés opératoires de la cataracte, 1868, 19 P, Adrien Delahaye, Paris
- Objectif à prismes pour l'usage d'un ophthalmoscope démonstratif, 1870, 2 P, Gauthier-Villars, Paris
- Traité des maladies du fond de l'œil et Atlas d'ophthalmoscopie, en collaboration avec Edouard de Jaeger de Jaxtthal, 1870, 231 P, Adrien Delahaye, Paris, réédition en 2011, 532 P, Ulan Press, réédition en 1890 sous le titre Traité des maladies du fond de l'œil
- De la greffe dermique en chirurgie oculaire, 1872, 12 P, I.S. Van Doosselaere, Gand
- De l'iridotomie, 1873, 37 P, Adrien Delahaye, Paris
- Notice nécrologique sur Frédéric Jaeger chevalier de Jaxthal, 1873, 15 P, I.S. Van Doosselaere, Gand
- Sur un nouveau procédé opératoire de la cataracte, 1875, 4 P, Gauthier-Villars, Paris, réédition en 2010 sous le titre Sur un nouveau procédé opératoire de la cataracte : Extraction à lambeau périphérique (1875), 8 P, Kessinger Publishing
- Échelle métrique pour mesurer l'acuité visuelle, 1877, 52 P, 2ème édition en 1886 sous le titre Échelle métrique pour mesurer l'acuité visuelle, le sens chromatique et le sens lumineux, en collaboration avec Julien Masselon, 3ème édition en 1899, 42 P, 4ème édition en 1907, 40 P, puis 5ème? édition en 1925, 80 P, Octave Doin, Paris
- Traité complet d'Ophtalmologie, en collaboration avec Edmond Landolt, 1878,  Adrien Delahaye, Paris
- Chirurgie oculaire, en collaboration avec Julien Masselon, 1879, 419 P, Octave Doin, Paris et autre édition chez P. Asselin, Paris, rééditions en 1990, 436 P, Nabu Press, en 2012, 438 P, Ulan Press, en 2013, 442 P, Hachette Livre BNF, Paris et en 2018, 434 P, Wentworth Press
- Thérapeutique oculaire, en collaboration avec Julien Masselon, 1879, 803 P, Octave Doin, Paris, réédition en 2013, 814 P, Hachette Livre BNF, Paris, éditions en anglais en 1879, 552 P, Smith, Elder and Company, en 2015, 580 P, Facsimile Publisher et en 2016, 578 P, Wentworth Press
- Traité complet d'Ophtalmologie, Anatomie microscopique, en collaboration avec Edmond Landolt, 4 tomes : 1880 : 965 P, Adrien Delahaye, Paris; 1886 : 1150 P, Adrien Delahaye et Emile Lecrosnier, Paris; 1887 : 976 P, Emile Lecrosnier et Babé, Paris; 1889 : 1138 P, Adrien Delahaye et Emile Decrosnier, Paris
- Ophtalmoscopie clinique, en collaboration avec Julien Masselon, 256 P, 1881, 2ème édition remaniée et augmentée en 1891, 399 P (sans l'Atlas d'Ophtalmoscopie d'une centaine de pages, rajouté à la fin de l'ouvrage), Octave Doin, Paris, rééditions en 2010, sous le titre Ophtalmoscopie clinique, 542 P, Nabu Press et en 2012, 574 P, Nabu Press, édition numérique en 2016, BIU Santé, Paris
- Ophtalmoscopie interne, en collaboration avec Julien Masselon, 209 P, 1881, Octave Doin, Paris
- L'ophtalmie jequiritique et son emploi clinique, en collaboration avec Hubert Sattler, 1883, 50 P, Adrien Delahaye et Emile Lecrosnier, Paris
- Quelques perfectionnements apportés à l'extraction de la cataracte, 1883, 12 P, I.S. Van Doosselaere, Gand
- Le traitement jéquiritique et ses prétendus dangers, 1884, 20 P, Adrien Delahaye et Émile Lecrosnier , Paris
- La kératoscopie clinique, 1884, 12 P, Chez Crétés, Paris
- Edouard Jaeger chevalier de Jaxthal, 1885, 11 P, I.S. Van Doosselaere, Gand
- Les causes de suppuration et d'inflammations après extraction de la cataracte, 1885, 14 P, Adrien Delahaye et Emile Decrosnier, Paris
- L'extraction simple, 1885, 27 P, Adrien Delahaye et Emile Lecrosnier, Paris, réédition en 2010 sous le titre Les indications de l'extraction simple, 24 P, Nabu Press
- Climatologie et bactériologie, 1886, 18 P, Adrien Delahaye et Emile Lecrosnier, Paris
- L'antisepsie comme moyen préventif des dangers de mort après les opérations orbitaires, 1886, 18 P, Adrien Delahaye et Emile Decrosnier, Paris
- Injections et pansements - L'ésérine et antisepsie oculaire, 1886, 27 P, Adrien Delahaye et Emile Lecrosnier, Paris
- Manuel d'ophtalmologie, guide pratique à l'usage des étudiants et des médecins, en collaboration avec Julien Masselon, 1889, 991 P, Emile Lecrosnier et Babé, Paris, réédition en 2012, 986 P, Nabu Press
- Traitement de l'ophthalmie sympathique (migratrice), 1891, 32 P, Lecrosnier et Babé, Paris, rééditions en 2010, 36 P, Nabu Press et en 2017, 40 P, Lightning Source
- Le raclage du sac lacrymal - Fracture directe de la paroi interne de l'orbite par pénétration d'un volumineux corps étranger , 1891, G. Steinheil, Paris
- Un point d'histoire de la chirurgie oculaire, 1892, G. Steinheil, Paris
- L'antisepsie cornéenne, 1892, G. Steinheil, Typographie Gaston Née, Paris
- Tumeurs symétriques des glandes lacrymales palpébrales et des parotides, en collaboration avec Julien Masselon, 1892, G. Steinheil, Paris
- Quel progrès reste à réaliser pour l'extraction de la cataracte, 1892, G. Steinheil, Paris
- Réminiscences historiques concernant l'extraction de la cataracte, 1893, 38 P, G. Steinheil, Paris, rééditions en 2010, 44 P, Kessinger Publishing et 42 P, Nabu Press
- Les opérations modernes de strabisme, 1893, 20 P, G. Steinheil, Paris
- Rapport sur la valeur de l'iridectomie dans le glaucome, 1901, 192 P, G. Steinheil, Paris

articles :
- Die Erkrankungen des Uvealtractus und des Glaskörpers, 263 P, extrait de Handbuch der gesammten Augenheilkunde, 1876, W. Engelmann, Leipzig
- Sur l'opération du strabisme au moyen de l'avancement capsulaire , 2 P, extrait de La thérapeutique contemporaine médicale et chirurgicale, 1883
- Die Jequirity-Ophthalmie extrait de Albrecht von Graefes Archiv für Ophthalmologie